# Henry Martineau
Henry Charles Martineau (ur. 24 grudnia 1904 w Chicago, zm. 23 lutego 1972 w Sankt Moritz) – brytyjski bobsleista pochodzenia amerykańskiego, uczestnik igrzysk olimpijskich.
Martineu reprezentował Wielką Brytanię na II Zimowych Igrzyskach Olimpijskich w Sankt Moritz w 1928 roku. Wystartował tam w konkurencji męskich czwórek/piątek. Był kapitanem załogi GREAT BRITAIN II, w skład której wchodzili także Walter Birch, John Dalrymple, John Gee i Edward Hall. W pierwszym ze ślizgów druga z brytyjskich ekip zajęła szóste miejsce z czasie 1:41,7. Drugi ślizg poszedł jej gorzej – z czasem 1:44,5 zajęła dziesiąte miejsce. W klasyfikacji końcowej załoga pod wodzą Martineau zajęła dziewiąte miejsce z łącznym czasem 3:26,2.